# Давид Български
Вижте пояснителната страница за други личности с името Давид.
Давид е български патриарх, последният преди падането на Първото българско царство през 1018 година. Той не е включен в Дюканжовия списък, но се споменава в няколко други източника във връзка със завладяването на България от император Василий II.
Предполага се, че Давид става патриарх малко след като българският престол е зает от цар Иван Владислав през 1015 година. През 1016 година Давид му съдейства да залови и убие княз Иван Владимир. След смъртта на Иван Владислав през 1018 година патриарх Давид се среща с император Василий II при Струмица и посредничи в преговорите между него и царица Мария, в резултат на които Първото българско царство прекратява съществуването си. Вероятно след тези събития императорът отстранява Давид, но признава автокефалността на Охридската архиепископия, начело на която поставя Йоан Дебърски.
Някои източници (в т. ч. поправка, вмъкната от Михаил Деволски в хрониката на византийския летописец Йоан Скилица) дават основание за тезата, че истинското име на Давид е Йоан и че Давид и Йоан Дебърски са една и съща личност.